# Юрій II Андрійович
Юрій Андрійович, Юрій II (? — ?) — князь турівський (1228 — кінець XIII ст.). Він був сином Андрія Івановича, правнука Юрія Ярославича, на честь якого, ймовірно, і назвали.
Після смерті батька в битві на річці Калці він не зайняв престол, про що свідчить причина його неповнолітнього статусу. Володарем Турова став Володимир Святополкович. Після його смерті в 1228 році Юрій став князем, а пінські князі не претендували на турівський престол, що свідчить про те, що Пінськ остаточно став столицею Турівської землі. Ймовірно, його дружина була з Чернігівських Волговичів або дочка вийшла заміж за когось із Волговичів. За правління Юрія Андрійовича був найважчий період існування Турівського князівства, на півночі набирає силу литва, на заході — сильне Галицько-Волинське князівство. Майже щороку литва проходила походом Турівщиною в Галицько-Волинське князівство і назад. Хто підтримував Юрія в цьому конфлікті, невідомо, можливо, як пінські князі, галицько-волинські князі, але з огляду на відсутність згадок про походи литви на Турів, можна припустити, що Юрій був нейтральним.
У 1239—1241 рр. зі сходу на Турів прийшла велика небезпека — татаро-монгольська навала. Ослаблене Турівське князівство не змогло чинити належного опору і взимку 1241 року Турів був повністю зруйнований монголо-татарами, що свідчить про тривалу оборону міста. Саме тоді, за легендою, був закиданий немовлятами знаменитий турівський колодязь, після чого протягом семи років із нього текло грудне молоко. Навіть у цій ситуації турівці не здалися: наприкінці 1246 р. відбулася битва з монголо-татарами, і Юрій зберіг свою посаду, але Турівське князівство, швидше за все, потрапило у васальну залежність по відношенню до золотоординського Галицько-Волинського князівства, унаслідок чого в Турові звели оборонну вежу, схожу на Кам'янецьку. Так чи інакше, але Турівському князівству вдалося втриматися, посада туровського князя Юрія перейшла до його сина Семена.

## Нащадки
- Семен — князь Турівський.